# Слей, Сильвия
Сильвия Слей (англ. Sylvia Sleigh, 8 мая 1916, Лландидно, Конуи — 24 октября 2010[…], Нью-Йорк, Нью-Йорк) — натурализованная американская художница-реалистка валлийского происхождения, жившая и работавшая в Нью-Йорке. Она известна своей ролью в феминистском художественном движении и особенно изменением в своих картинах традиционных гендерных ролей обнажённых мужчин, часто используя для них типично женские позы из исторических картин художников-мужчин, таких как Диего Веласкес, Тициан и Жан-Огюст-Доминик Энгр. Известными прообразами её картин были искусствоведы, феминистские художники и её муж Лоуренс Аллоуэй.

## Ранняя жизнь и образование
Слей родилась в уэльском городе Лландидно, а выросла в английском Хоуве. Училась в Брайтонской школе искусств. Какое-то время она работала в магазине одежды на Бонд-стрит, о котором вспоминала, как «раздевала Вивьен Ли». Позже Слей открыла свой собственный бизнес в Брайтоне, Англия, где шила шляпы, пальто и платья, пока не закрыла магазин в начале Второй мировой войны. Она вернулась к живописи и переехала в Лондон в 1941 году, вступив в свой первый брак с английским художником Майклом Гринвудом. Её первая персональная выставка состоялась в 1953 году в Кенсингтонской художественной галерее в Лондоне. Со своим вторым мужем, Лоуренсом Аллоуэем, английским куратором и искусствоведом, Слей познакомилась во время вечерних занятий по изучению истории искусств в Лондонском университете; они поженились в 1954 году и переехали в Соединённые Штаты в 1961 году. В следующем году Аллоуэй стал куратором Музея Соломона Гуггенхейма.

## Работа и феминизм

### Обнажённые мужчины
Примерно в 1970 году, исходя из феминистских принципов, она нарисовала ряд работ, переворачивающих стереотипные художественные темы — изображая обнажённых мужчин в позах, которые традиционно ассоциировались с женщинами, такими как лежащая Венера или одалиска Некоторые картины прямо ссылались на существующие работы, такие как «Лежащий Филипп Голуб» (1971), в котором используется поза «Венера с зеркалом» Диего Веласкеса. Изображенный был сыном художников Нэнси Сперо и Леона Голуба. Эта работа также подчёркивает типичную для западного канона противоположность мужчины-художника и женщины-музы, и отражает исследование положения женщин на протяжении всей истории искусства как модели, любовницы и музы, но редко как художника-гения. В отличие от более ранних художников-мужчин, Слей индивидуализировала своих моделей, а не представляла их как обобщённые типажи.
«Турецкая баня» (1973), аналогия одноимённой картины Жана Огюста Доминика Энгра с противоположным полом, изображает группу художников и искусствоведов, включая её мужа Лоуренса Аллоуэя (лежит внизу справа), Картера Рэтклиффа, Джона Перро и Скотта Бертона. Также показаны два ракурса Пола Розано, часто бывшего моделью Слейн. Одна поза, заимствованная непосредственно с картины Энгра, встречается в фигуре Розано, сидящего слева и играющего на гитаре спиной к зрителю. Аллоуэй полулежит в обычной позе одалиски. На картине Энгра много обнажённых женщин, но Слей сократила количество и нарисовала только шестерых мужчин. Она тщательно прорисовывала отдельные волоски на теле. За свою карьеру Слей написала более тридцати работ, в которых был изображён её муж. Хотя фигуры Слей несколько идеализированы, они остаются очень индивидуальными. Она часто использовала своего мужа и друзей в качестве моделей, потому что они были важны для неё.
В её обнажённых мужчинах субъект «используется как средство выражения эротических чувств, точно так же, как художники-мужчины всегда использовали обнажённую женщину». В таких работах, как «Пол Росано лежащий» (1974) и Imperial Nude: Paul Rosano (1975), Слей изображала мужчин в стереотипных женских позах, чтобы прокомментировать прошлые предубеждения, в которых художники-мужчины изображали сексуализированных обнажённых женщин.
Другие работы, такие как Concert Champêtre (1976), уравнивают роли мужчин и женщин. В Concert Champêtre все фигуры обнажены, в отличие от одноимённого произведения Тициана (ранее приписываемого Джорджоне), в котором раздеты только женщины. Как объясняла Слей: «Я чувствую, что мои картины подчёркивают равенство мужчин и женщин (женщин и мужчин). По-моему женщины часто изображались как сексуальные объекты в унизительных позах. Я хотела изложить свою точку зрения. Мне нравилось изображать и мужчину, и женщину интеллигентными и вдумчивыми людьми с достоинством и гуманизмом, подчёркивающим любовь и радость». Точно так же картина Лилит (1976), созданная как часть совместной инсталляции The Sister Chapel, премьера которой состоялась в 1978 году, изображает наложенные друг на друга тела мужчины и женщины, чтобы подчеркнуть фундаментальное сходство между двумя полами.

### Феминистский активизм
В 1972 году Сильвия Слей сыграла значительную роль в выставке «Женщины выбирают женщин» (Women Choose Women), крупной выставке, на которой было представлено более 100 работ художниц и которая прошла в Нью-Йоркском культурном центре в январе и феврале 1973 года.
Слей была одной из основательниц женской галереи SOHO 20 Gallery (основана в 1973 году), а затем присоединилась к женской кооперативной галерее AIR Gallery (основана в 1972 году), которая открылась за год до SOHO 20 и вдохновила её организационную структуру. Слей рисовала групповые портреты художников обеих организаций. Групповой портрет SoHo 20 Gallery был написан в 1974 году. Её A.I.R. Group Portrait (1977-78) считается документом феминистского движения. Среди художниц-феминисток в AIR Group Portrait были Нэнси Сперо, Ховардена Пинделл, Агнес Денес, Сари Диенес, Блайт Бонен, Дотти Атти и Мэри Бет Эдельсон. Слей нарисовала и себя, стоящей рядом с Ховарденой Пинделл. В период с 1976 по 2007 год Слей нарисовала серию 36-дюймовых портретов, на которых изображены женщины-художницы и писательницы, в том числе Элен Эйлон, Кэтрин Р. Стимпсон, Ховардена Пинделл, Селина Трифф и Вернита Немец.
В интервью 2007 года Слей спросили, есть ли улучшение в вопросах гендерного равенства в мире искусства и в мире в целом. Она ответила: «Я действительно думаю, что положение женщин в целом улучшилось, гораздо больше женщин работает в правительстве, в юриспруденции и на корпоративных должностях, но в мире искусства женщинам очень сложно найти галерею». По словам Слей, ещё многое предстоит сделать, чтобы к мужчинам и женщинам относились как к равным в мире искусства.
За последние два десятилетия своей жизни Слей приобрела или договорилась о продаже более 100 произведений искусства других женщин и выставила свою растущую коллекцию в галерее SOHO 20 в 1999 году. Среди них были картины, скульптуры и гравюры Сесиль Абиш, Дотти Атти, Элен Эйлон, Блайт Бонен, Луизы Буржуа, Энн Черноу, Розалин Декслер, Марты Эдельхейт, Одри Флэк, Ширли Горелик, Нэнси Гроссман, Пегин Гуггенхайм, Нэнси Холт, Лилы Катцен, Ирэн Кругман, Дианы Курц, Марион Лернер-Левин, Верниты Немец, Бетти Парсонс, Се Розер, Сьюзан Силлс, Мишель Стюарт, Селины Трифф, Одри Ущенко, Шэрон Уибрантс и многих других. В 2011 году коллекция Сильвии Слей была передана в дар Художественной галерее Университета Роуэна и составила основу её постоянной коллекции.

### Приглашение в путешествие
В 2006 году Сильвия Сани пожертвовала свою самую большую картину «Приглашение в путешествие: река Гудзон в Фишкилле» (1979—1999) Музею реки Гудзон. На четырнадцати панелях общей длиной 70 футов панорама Слей занимает две стены на выставке. Она была вдохновлена пасторальными произведениями Антуана Ватто, Джорджоне и Эдуарда Мане. На картине есть муж Слей, Лоуренс Аллоуэй, и группа друзей, в основном художников и искусствоведов. Они устраивают пикник, позируют, рисуют и общаются на фоне реки Гудзон и близлежащих лесов. Секции «Риверсайд» и «Вудсайд», каждая из которых состоит из семи панелей, выставлены друг напротив друга для полного погружения.

## Признание
В период с 1953 по 2010 год у Сильвии Слей было более 45 персональных выставок в колледжах и университетах, профессиональных художественных галереях и музеях, в первую очередь в Дуглас-колледже, Университете Род-Айленда, Университете штата Огайо, Северо-Западном университете, Филадельфийском художественном альянсе, Художественном музее Милуоки и Институте американского искусства Батлера. Посмертная передвижная персональная выставка была проведена в Художественном музее в Осло, Кунстхалле Санкт-Галлен в Швейцарии, Музее современного искусства CAPC в Бордо и Tate Liverpool в период с 2012 по 2013 год.
Работы Слей находятся в постоянных коллекциях Национальной портретной галереи в Лондоне, Чикагского института искусств, Национального музея женского искусства, Виргинского музея изобразительных искусств, Художественного музея Акрон и других.
Слей преподавала в Университете штата Нью-Йорк в Стони-Бруке в 1978 году и в Новой школе социальных исследований с 1974 по 1977 год и с 1978 по 1980 годы. В качестве приглашённого профессора живописи Слей была удостоена звания почётного профессора Эдит Кригер Вольф в Северо-Западном университете в 1977 году. Она получила грант от Национального фонда искусств в 1982 году и грант Фонда Поллока-Краснера в 1985 году.
В феврале 2008 года у Слей взяла интервью Линн Хершман-Лисон, которая включила его часть в свой документальный фильм !Women Art Revolution.
В 2008 году Художественная ассоциация колледжей наградила Слей премией «Выдающийся художник» за жизненные заслуги (Distinguished Artist Award for Lifetime Achievement). Она также была признана Women’s Caucus for Art, которое посмертно наградило Слей Премией за заслуги перед организацией (Women’s Caucus for Art Lifetime Achievement Award) в 2011 году.
Слей умерла от осложнений после инсульта в октябре 2010 года.
Работы Слей были включены в выставку 2022 года «Женщины, рисующие женщин» в Музее современного искусства Форт-Уэрта.